# Pojačavač sa negativnom povratnom spregom
Negativna povratna sprega je sprega koja dovodi deo izlazne veličine na ulaz tako da smanji ulaznu veličinu, i preko nje, finalnu vrijednost izlazne veličine. Da bi se ovo postiglo dio izlazne veličine mora biti invertiran, u suprotnom dobijamo pozitivnu povratnu spregu.
Koristi se u električnim, mehaničkim i drugim kontrolnim sistemima da omogući stabilan rad, onemogući oscilacije, i poboljša osobine sistema.

## Istorijat
Prvi čovjek koji je uveo pojam negativne povratne sprege bio je Herold Blek (Harold Stephen Black) (US patent 2,102,671, izdat 1937). Zanimljivo je to da mu je ta ideja pala na pamet dok je putovao iz mjesta Lakavana Feri (Lackawanna Ferry) prema mjestu gdje je radio, Belovim laboratorijama (Bell Laboratories) 2. avgusta 1927. Herold Blek je naporno radio na smanjenju izobličenja u repetitoru pojačavaca koji se koristio za prenos telefonskog signala. U praznom prostoru svog primjerka novina Njujork tajms „New York Times“ zabilježio je šemu (dijagram) koja izgleda kao na slici:
Harold je predao zahtjev za patentiranje svog izuma u američki patentni zavod U. S. Patent Office 8. avgusta 1928, gdje će i ostati i čekati na red više od devet godina da bi bio izdat. Blek je kasnije napisao: „Jedan od razloga zasto se toliko čekalo na izdavanje patenta za moj izum je taj što U. S. Patent Office nije verovala da će moj pronalazak uopšte funkcionisati“.

## Uvod
Povratna veza ili reakcija omogućava djelovanje napona sa izlaza nekog sklopa na njegov ulaz. Ako se primjenom reakcije ulazni signal smanjuje, odnosno ako se smanjuje pojačanje, tada je povratna veza negativna. Ako se, pak, primjenom reakcije povećava efektivni ulazni signal tada se govori o pozitivnoj povratnoj sprezi. Reakcija može biti: serijsko-naponska, serijsko-strujna, paralelno-naponska i paralelno-strujna.
Pojačavači se mogu koristiti u osnovnoj formi, ali se najčešće radi poboljšanja karakteristika koristi povratna sprega. Suština povratne sprege je da se deo izlaznog signala kombinuje sa ulaznim signalom i na taj način dođe do poboljšanja karakteristika pojačavača.
Ako povratna sprega smanjuje pojačanje osnovnog pojačavača tada imamo negativnu povratnu spregu, dok u slučaju kada povratna sprega povećava pojačanje tada imamo pozitivnu povratnu spregu. U praksi se uglavnom koristi negativna povratna sprega. Na slici 1. prikazana je blok šema pojačavača sa povratnom spregom.
Elementi ovog kola su: izvor pobudnog signala Xi, pojačavač sa pojačanjem A, potrošač na kome se dobija izlazni signal Xo, kolo povratne sprege sa pojačanjem β koje na svom izlazu daje signal reakcije Xr i kolo za sumiranje ulaznog signala i signala reakcije koje na svom izlazu daje signal greške Xe.
Jednačine kojima se može opisati rad kola sa povratnom spregom su sledeće:
{\displaystyle X_{o}=AX_{e}\,}
{\displaystyle X_{e}=X_{i}-X_{r}\,}
{\displaystyle X_{r}=\beta X_{o}\,}
Rešavanjem ovih jednačina dobijamo izraz za Xo u zavisnosti od Xi:
{\displaystyle X_{o}={A \over 1+\beta A}X_{i}\,}
Izraz F=1+βA predstavlja funkciju reakcije, dok se proizvod βA naziva kružno pojačanje. 
Vidimo da je pojačanje kola sa negativnom povratnom spregom manje nego pojačanje osnovnog kola:
{\displaystyle A_{r}={1 \over 1+\beta A}A\,}
Ovo predstavlja određeni gubitak, međutim ovakvo kolo ima niz prednosti u odnosu na osnovno kolo. Pre svega pojačavači sa negativnom povratnom spregom su manje osetljivi (1+ βA puta) na promene parametara aktivnih elemenata. Ovo predstavlja značajno poboljšanje pošto se parametri aktivnih elemenata značajno menjaju sa promenom temperature, promenom određene komponente ili položajem radne tačke. Primenom povratne sprege se takođe smanjuju nelinearna izobličenja, vrši se proširivanje propusnog opsega, vrše se poboljšanja ulaznih i izlaznih impedansi, a takođe se i smanjuje uticaj smetnji.

## Tipovi povratne veze:

### Serijsko-naponska veza
Ulazni napon je dat sa: Vi=Vα-Vβ. Pojačanje četveropola A je određeno sa: A=Vo/Vα, odakle je: Vo=AVα. Izlazni napon iz kola povratne veze β je: Vβ=βVo, tako da se dobija: Vo=AVi+AβVo, 
Vo=AVi/1-Aβ.
Pojačanje cijelog sklopa sa reakcijom definisano je sa: Ar=Vo/Vi tj. Ar=A/1-Aβ.
Izraz u nazivniku naziva se funkcija reakcije: f(φ)=F=1−Aβ. Ukupno pojačanje je funkcija pojačanja kola bez reakcije i karakteristike kola reakcije. Veličina Φ(φ)Aβ naziva se kružnim pojačanjem.
Relativno smanjenje pojačanja obično se izražava u decibelima:
f[dB]=-20log|Ar/A|=20log|1-Aβ|. Ako je izraz u nazivniku veći od jedinice reakcija je tada negativna. Ako je pri tome kružno pojačanje veće od jedinice pojačanje kola sa negativnom povratnom vezom je: Ar=-A/Aβ=-1/β.
Dakle pri A β>>1 ukupno pojačanje je funkcija karakteristika kola reakcije što praktično znači da se ukupno pojačanje neće promijeniti zamjenom tranzistora.
Negativnom povratnom vezom povećava se stabilnost pojačanja na promjene parametara aktivnih elemenata nastalih zbog variranja temperature, starenja elemenata kao i na promjene pasivnih elemenata te promjene vrijednosti baterije za napajanje. Takođe se povećava dinamički opseg u kome je izlazni signal srazmjeran ulaznom signalu. To znači da se povećava linearnost sklopa pa se umanjuju izobličenja odnosno klir-faktor.

### Paralelno – naponska veza
Prenosna karakteristika osnovnog sklopa RM (otpornički pojačavač) i prenosna funkcija kola povratne veze (prenosna provodnost kola) su: 
- Serijsko-strujna povratna sprega (strminski sklop)

Prenosna funkcija osnovnog sklopa je određena izrazom:
Gm=Io/Vα, 
pri čemu je njegov ulazni napon, uz oznake na slici, dat sa: 
Vα=Vi+Vβ.
Struja Io dolazi na ulaz β grane, koja na svom izlazu generiše napon Vβ te je prenosna funkcija β grane: β=Vβ/I. Prenosna funkcija kompletnog sklopa sa povratnom vezom iznosi: Gmr=Gm/1-βGm.
Primjenom negativne povratne veze mijenjaju se veličine ulazne i izlazne impedanse (F funkcij povratne veze).
| Vrsta povratne veze | Ulazna impedansa               | Izlazna impedansa              |
| ------------------- | ------------------------------ | ------------------------------ |
| Serijsko-naponska   | {\displaystyle Z_{ir}=Z_{i}F}  | {\displaystyle Z_{or}=Z_{o}/F} |
| Serijsko-strujna    | {\displaystyle Z_{ir}=Z_{i}F}  | {\displaystyle Z_{or}=Z_{o}F}  |
| Paralelno-naponska  | {\displaystyle Z_{ir}=Z_{i}/F} | {\displaystyle Z_{or}=Z_{o}/F} |
| Paralelno-strujna   | {\displaystyle Z_{ir}=Z_{i}/F} | {\displaystyle Z_{or}=Z_{o}F}  |

## Veza između pozitivne i negativne povratne sprege
{\displaystyle A_{r}={A \over 1-AB}}
{\displaystyle \left\vert 1-AB\right\vert <1}   ⇒   {\displaystyle A_{r}>A}   POZITIVNA
{\displaystyle \left\vert 1-AB\right\vert >0}   ⇒   {\displaystyle A_{r}<A}   NEGATIVNA
{\displaystyle \left\vert 1-AB\right\vert =1}   ⇒   {\displaystyle B=0}   BEZ REAKCIJE
Signal, Xr, vraća se u fazi sa signalom Xu! Signal na ulazu pojačavača se povećava, tako da se i vrednost izlaznog signala povećava. Iako pojačanje raste ovo NIJE DOBRO jer pojačavač postaje nestabilan i izlazni signal stalno raste.
Da bi povratna sprega bila pozitivna, tada:
ako pojačavač obrće fazu i kolo povratne sprege treba da obrće fazu (i obrnuto).
Pozitivna povratna sprega koristi se za realizaciju oscilatora.
Signal, Xr, vraća se u protiv fazi sa signalom Xu !
Signal na ulazu pojačavača se smanjuje, tako da se i vrednost izlaznog signala smanjuje.
Da bi se ostvarila negativna povratna sprega:
Ako kolo povratne sprege ne obrće fazu (otporno kolo)
B>0, tada je neophodno da A < 0, odnosno da pojačavač
obrće fazu (zajednički emitor/sors).
Smanjuje pojačanje pojačavača bez reakcije, ali popravlja mnoge druge karakteristike pojačavača:
- Smanjuje osetljivost pojačavača
- Smanjuje nelinearna izobličenja
- Povećava propusni opseg pojačavača i čini ga ravnijim (smanjuje linearna izobličenja)
- Smanjuje šumove generisane unutar pojačavača

## Analiza pojačavača sa negativnom povratnom spregom
Pri analizi sklopova sa povratnom vezom postoji više metoda počevši od klasičnih putem ekvivalentnih šema i matrične metode do manje ili više približnih metoda. U opštem slučaju potrebno je uočiti niz koraka: 
- Određivanje tipa reakcije po ulazu i po izlazu.
- Nacrtati šemu sklopa uzimajući u obzir elemente povratne veze na ulazu i na izlazu. Pri tome se elementi povratne veze na ulazu uzimaju se u obzir tako da se izlazna reakcija ukine. Na izlazu elementi povratne veze uzimaju se u obzir tako da se reakcija na ulazu ukine.
- Izračunati pojačanje napona A, ulaznu i izlaznu otpornost.
- Izdvojiti kolo povratne veze pa odrediti faktor kola β.
- Izračunati tražene vrijednosti sklopa sa povratnom vezom.

## Uticaj negativne povratne sprege na osetljivost pojačavača
Parametri kola (vrednosti otpornika, dinamički parametri aktivnog elementa: koeficijent pojačanja,
strmina, unutrašnja otpornost,...) menjaju vrednost usled promena temperature, starenja, i sl.
Pored toga, sve komponente ugrađene u pojačavač, prave se sa određenom tolerancijom.
To znači da iz proizvodnje ne mogu da izađu dva pojačavača sa identičnim karakteristikama čak i u istoj seriji.
Mera zavisnosti odziva na promenu vrednosti parametara definiše se kroz Koeficijent osetljivosti.
Koeficijent osetljivosti odziva y na promenu vrednosti parametra p u kolu definiše se kao:
{\displaystyle s_{p}^{y}={\partial y \over \partial p}}
Koeficijent osetljivosti pojačanja sa povratnom spregom Ar na promenu vrednosti pojačanja pojačavača bez povratne sprege A definiše se kao:
{\displaystyle s_{A}^{A_{r}}={\partial A_{r} \over \partial A}={1 \over {(1-AB)^{2}}}}
Očigledno je da će osetljivost pojačavača sa povratnom spregom na promenu pojačanja pojačavača bez povratne sprege biti manja ako je funkcija povratne sprege veća.
{\displaystyle s_{A}^{A_{r}}={\partial A_{r} \over \partial A}={1 \over {(1-AB)^{2}}}}
Još bolji uvid daje relativna osetljivost:
{\displaystyle {\partial A_{r} \over A_{r}}={1 \over {1-AB}}{\partial A \over A}}
odakle se vidi da je relativna osetljivost pojačanja sa PS (1-AB) puta manja od relativne osetljivosti pojačanja pojačavača bez PS. Negativna povratna sprega smanjuje osetljivost odziva na promene parametra pojačavača (u otvorenoj petlji).
Odziv pojačavača sa negativnom povratnom spregom osetljiv je na promenu parametara u kolu povratne
sprege.

## Uticaj negativne povratne sprege na nelinearna izobličenja
Kada se primeni povratna sprega od B=0.01 dobija se za pojačavač sa PS prenosna karakteristika kod koje je Ar1=90.9 i Ar2=50 prikazana na sledećoj slici:
Očigledno je smanjena nelinearnost karakteristike. Pored toga, povećan je dinamički opseg ulaznog signala što znači da se na ulaz pojačavača može dovesti signal veće amplitude, a da izlazni signal neće ući u zasićenje.
Do sličnih zaključaka doći će se analizom uticaja PS na harmonijske komponente: sve se smanjuju za vrednost funkcije povratne sprege.
Jedini način da se smanje nelinearna izobličenja jeste uvođenje negativne povratne sprege.
Najčešće se ona primenjuje u poslednjem pojačavačkom stepenu.

## Uticaj negativne povratne sprege na frekvencijsku karakteristiku
Promena amplitudske i fazne karakteristike direktno se odslikava na odziv signala, odnosno na linearna i fazna izobličenja.
Ranije je rečeno da se usled negativne povratne sprege smanjuje amplituda signala.
Zanimljivo je da se utvrdi šta će se desiti sa propusnim opsegom signala.
Ukoliko se „unutar“ amplitudske karakteristike pojačavača bez PS ucrta karakteristika sa manjim
pojačanjem uočava se da će se propusni opseg povećati.
Za koliko se poveća propusni opseg?
{\displaystyle A_{n}={A_{o} \over 1-j{f_{n} \over f}}}
Na niskim,
{\displaystyle A_{nr}={A_{n} \over 1-A_{n}B}}
{\displaystyle A_{o}}

srednjim,
{\displaystyle A_{or}={A_{o} \over 1-A_{o}B}}
{\displaystyle A_{v}={A_{o} \over 1+j{f \over f_{v}}}}
visoki        f
{\displaystyle A_{vr}={A_{v} \over 1-A_{v}B}}
Za koliko se poveća propusni opseg pri niskim frekvencijama?
{\displaystyle A_{nr}={A_{n} \over 1-A_{n}B}={A_{o} \over 1-A_{o}B}*{1 \over 1-j{f_{n} \over (1-A_{o}B)*f}}={A_{r} \over 1-j{f_{nr} \over f}}}
{\displaystyle f_{nr}={f_{n} \over 1-A_{o}B}}
Za koliko se poveća propusni opseg pri visokim frekvencijama?
{\displaystyle A_{vr}={A_{v} \over 1-A_{v}B}={A_{o} \over 1-A_{o}B}*{1 \over 1-j{f \over (1-A_{o}B)*f_{v}}}={A_{r} \over 1-j{f \over f_{vr}}}}
{\displaystyle f_{nr}=f_{v}*(1-A_{o}B)}
Kod kola sa PS ispoljava se efekat nelinearnih faznih izobličenja.
Negativna povratna sprega utiče na proširenje propusnog opsega pojačavača.
Amplitudska karakteristika je ravnija, pa su i linearna izobličenja manja.
Proizvod pojačanja i propusnog opsega je konstantan (kod pojačavača sa fv>>fn).

## Uticaj negativne povratne sprege na šumove
Pod izvesnim uslovima negativna PS može da smanji uticaj šumova, odnosno da poveća odnos signal-šum.
Odnos signal-šum: S/Š=vg/vn
viz=A1(vg+vn)
Odnos signal-šum: S/Š= (A1vg ) / (A1vn)= vg/vn
I signal i šum pojačaće se A1 puta, tako da odnos signal/šum ostaje konstantan.
Generalizovani prikaz pojačavača sa PS: